# (7118) Kuklov
(7118) Kuklov ist ein Asteroid des Hauptgürtels, der am 4. November 1988 vom tschechischen Astronomen Antonín Mrkos am Kleť-Observatorium (IAU-Code 046) in Südböhmen auf dem Kleť in der Nähe der Stadt Český Krumlov in Tschechien entdeckt wurde.
Der Himmelskörper gehört zur Eunomia-Familie, einer nach (15) Eunomia benannten Gruppe, zu der vermutlich fünf Prozent der Asteroiden des Hauptgürtels gehören.
Der Asteroid wurde am 9. März 2001 nach der Gemeinde Kuklov in der Westslowakei benannt, die zum Okres Senica, einem Kreis des Trnavský kraj, gehört. Bis 1918 gehörte der im Komitat Pressburg liegende Ort zum Königreich Ungarn und kam danach zur Tschechoslowakei beziehungsweise heute Slowakei.